# Народна библиотека „Десанка Максимовић” Власотинце
Народна библиотека Десанка Максимовић, смештена је на две локације у самом центру града и један је од водећих стубова културе Власотинца. Настала је из Народне књижнице и читаонице која је основана 1912. године. Библиотека располаже фондом од близу 60 000 публикација и има око 1000 чланова.

## Историја
Према старим записима, још за време турске владавине, родољубиви власотиначки учитељи су своје ђаке учили правопису који се учио и у матици Србији. Српске књиге, само њима знаним путевима набављаним из Кнежевине Србије, издаване су на читање писменим Власотинчанима.
У архивама је забележено да се у то време јављају и први пренумеранти (претплатници) на из турских крајева (односно југоисточне Србије) на књиге са српским писменима.
У току српско-турског рата тадашњи власотиначки учитељ Петар Спирић умешно сакрива књиге које је наследио од својих претходника. После ослобођења јужне Србије сакривене књиге враћа у школу и у својој учитељској канцеларији слободно отвара књижницу (библиотеку), да служи на корист свим грађанима Власотинца. Рад младог учитеља није остао незапажен од стране Власотинчана, те му богатији слој, трговци, занатлије и други, помаже у ширењу утицаја српске књиге.
Повећањем књижног фонда наметала се потреба за отварањем читаонице и књижнице у Власотинцу. У ту сврху Коста Стоилковчанин уступа свој локал на месту данашњег платоа испред општине. Власотиначка књижница и читаоница званично је добила одобрење за рад од Министарства просвете Краљевине Србије 1912. године. Када су Бугари окупирали Власотинце 1915. године Књижница је темељно опљачкана, од ње ништа није остало.
Одмах по ослобођењу, 1919. године, обновљен је њен рад, на иницијативу учитеља Јована П. Јовића. Изнајмљен је приватни локал Милана Валчића, а столице су из својих кућа доносили чланови. По завршетку изградње Народног дома 1930. год. Народна књижница и читаоница је премештена у тој згради. Ту је добила књижницу, читаоницу и салу за приредбе. Овде се мора нагласити да је предратна Књижница и читаоница, односно Библиотека) била средиште културног живота Власотинца. У њеном оквиру 1926. г. почиње са излажењем Лист Власина, а 1938. г. „дилетантско“ позориште, уз то организују се многи концерти локалних певачких дружина, као и предавања на тада актуелне теме.
Са почетком Другог светског рата Књижница престаје са радом, све до 27.11.1946, када је обновљен њен рад, а 1954. године, по први пут прима у стални радни однос књижничара, Гордану Лепојевић. Године 1958. Књижница се сели у новоподигнуту зграду у центру града (преко пута Завичајног музеја). Седамдесете године су обележене колективизацијом, тј. обједињавањем установа сродног карактера у веће целине. Тако је основан Културни центар, настао сједињавањем Радничког универзитета Милош Диманић, биоскопа 29. Новембар и Књижнице и читаонице, 26.12.1972.
У сарадњи са Заводом за заштиту споменика културе из Ниша, 1979. је отпочела рестаурација старе варошке куће, тзв. Гигина кућа. Радови су завршени 1985. године, а објекат је стављен у функцију за потребе Општинске библиотеке. Библиотека је 1998. године постала самостална установа културе, изашавши из састава Културног центра.
Године 2008, првог априла избио је пожар у коме је неповратно нестао богат књижни фон. Непосредно после пожара Библиотека је смештена у сутерен општине, у сасвим неодговарајуће услове. Убрзо се одатле књиге селе у Управну зграду ГП Црна Трава, познатију као Валчићева палата .

## Библиотека данас
Обновљена зграда власотиначке библиотеке, познатија као Гигина кућа, свечано је отворена 22. јануара 2013. године. У њој је смештен Завичајни фонд, Легат Миодрага Нагорног и управа установе, а у сутерену је галеријски простор предвиђен за одржавање изложби, промоције књига, предавања и друга окупљања. Остала одељења Библиотеке: Научно, Позајмно, Дечје, као и читаонице (општа, дечјег и научног одељења) смештене су у Валчићевој палати, односно у Управној згради ГП „Црна Трава“.
Библиотека данас располаже богатим књижним фондом, увећан за преко 50% од пре пожара. Захваљујући многим установама културе и великом броју појединаца данас је корисницима на располагању разноврсан фонд популарне белетристике, дечје књиге, стручна литература, стара и текућа периодика, богата завичајна збирка. Све приновљене публикације каталогизирају се у систему COBISS. Процес дигитализације Завичајног фонда за Библиотеку је посебно значајан јер олакшава научна и друга истраживања историје Власотинца и околине, живота људи и њиховог стваралаштва.

### Организација
- Завичајно одељење
- Стручно одељење
- Одељење за електронски упис
- Одељење периодике
- Позајмно одељење за децу
- Позајмно одељење за одрасле
- Читаонице
  - Општа читаоница
  - Читаоница дечјег одељења
  - Читаоница научног одељења
- Општи послови

### Издаваштво
- Наука је изазов младости и храбрости : зборник истраживачких радова чланова Фондације, 2005.  1024026511
- Мисленик. 3, Росуља под каменом / Новица Јовић. 2014.  978-86-88257-13-8.  211741708
- Слапови Вучјанке : (збрика песама са конкурса Дома културе Вучје 2012-2013. године). 2014.  978-86-88257-12-1.  210846988
- Мисленик. 2, Трагови на ветру / Новица Јовић. 2013.  978-86-88257-11-4.  203263756
- Мани бабу, мани деду : (песме и приче за децу) / Гаврило Д. Стојановић. 2013.  978-86-88267-10-7 неважећи .  198804748
- Изабрани дани : роман / Данило Б. Коцић, 2012 . 978-86-88257-10-7  192047884
- Русалка : изабране песме / Михаил Јурјевич Љермонтов ; у преводу Љубомира М. Глигоријевића. 2012.  978-86-88257-08-4.  189480460
- Бисери са јужне пруге / Александар Давинић. 2011.  978-86-88257-06-0.  185797900
- Слапови Вучјанке : (збрика песама са конкурса Дома културе Вучје). 2011.  978-86-88257-07-7.  184704524
- Јаруга : песникова проза / Сергеј Александрович Јесењин ; превео с руског Љубомир М. Глигоријевић. 2011.  978-86-88257-01-5.  183925516
- Песничка сазвежђа над Власином / Лука Р. Крстић. 2011.  978-86-88257-04-6.  183918092
- Кад липе замиришу / Лука Крстић. 2011.  978-86-88257-05-3.  183914764
- Старинска башта / Радослав Шушулић. 2010.  978-86-88257-03-9.  179261196
- Нешто између : мисленик / Новица Јовић. 2010.  978-86-88257-00-8.  177259788
- Славуј у кавезу / Мила Петровић. 2010.  978-86-88257-02-2.  175223820
- Белешка о Власотинцу / [Тихомир Р. Ђорђевић] , 1997.  94916876

### Културни програм
У Библиотеци је богата културна активност. Поново је покренут програм Певамо пријатеље.
- Песничке вечери
- Рецитали
- Предавања на различите теме